# ووهیتسارا
ووهیتسارا (به لاتین: Vohitsara) یک منطقهٔ مسکونی در ماداگاسکار است که در آمپارافاراوولا واقع شده‌است. ووهیتسارا ۵٬۰۰۰ نفر جمعیت دارد و ۷۵۶ متر بالاتر از سطح دریا واقع شده‌است.